# Sự kiện trục xuất người Tatar Krym
Trục xuất người Tatar Krym (Tiếng Tatar Krym: Qırımtatar sürgünligi; Tiếng Nga: Депортация крымских татар; tiếng Ukraina: Депортація кримських татар) là một trong những chiến dịch thanh trừng sắc tộc vào năm 1944 ở Liên Xô khi có tới gần 200.000 người Người Tatar Krym bị trục xuất một cách tàn bạo khỏi Bán đảo Krym vào năm 1944. Hoạt động này được tiến hành do Lavrentiy Pavlovich Beriya-người đứng đầu lực lượng an ninh và cảnh sát mật Xô viết dưới sự chỉ đạo của Iosif Vissarionovich Stalin. Trong ba ngày, trùm mật vụ Beriya và Bộ Dân ủy Nội vụ đã sử dụng các đoàn tàu chở gia súc để chuyên chở phụ nữ, trẻ em, người già, kể cả những lãnh đạo cộng sản và binh lính Xô viết, tới nước Cộng hòa Xã hội chủ nghĩa Xô viết Uzbekistan cách hàng trăm nghìn km. Họ là một trong số 10 sắc tộc nằm trong chính sách thanh lọc của Stalin.
Chiến dịch trục xuất tàn bạo này có nguyên cớ từ việc chính quyền nghi ngờ người Tatar Krym cộng tác với Đức Quốc xã, mặc dù có khả năng khác là nó liên quan tới khủng hoảng eo biển Thổ Nhĩ Kỳ khi Liên Xô đòi đi qua eo biển Dardanéllia và giành lấy lãnh thổ Thổ Nhĩ Kỳ nơi mà người Tatar có liên kết gắn bó về văn hóa. Người Nga coi người Tatar Krym là những kẻ phản bội, nhưng đến nay vẫn bị cộng đồng này bác bỏ với lý do có ngụy tạo bằng chứng. Bản thân phát xít Đức dù coi người Tatar Krym rất tiêu cực nhưng trước sự tiến quân của Liên Xô đã thay đổi chính sách để lấy lòng cộng đồng này khi cho người Tatar Krym gia nhập các lực lượng Selbstschutz để chống quân Nga, mặc dù lực lượng này thường có thói quen thích theo phe mạnh hơn.
Các cộng đồng Hồi giáo cũng được lập ra với quyền tự trị hạn chế ít ỏi. Chính điều này vô tình làm gia tăng nghi ngờ từ Liên Xô mặc dù rất nhiều người Tatar Krym cũng tham gia vào Chiến dịch Berlin năm 1945 và đứng về Hồng Quân. Các gia đình của những Hiệp hội Hồi giáo này được người Nga cho di tản, song yêu cầu trừng phạt họ cũng lên cao bấy giờ.
Gần 8.000 người Tatar đã chết trên đường đi, trong khi hàng chục nghìn người khác cũng mất mạng theo thời gian do sự khắc nghiệt ở khu vực xứ người, bỏ lại tới 80.000 nhà dân và 360.000 hecta đất. Stalin tìm mọi cách để tận diệt di tích và dấu vết của người Tatar đây bằng việc cấm liên hệ lại về nhóm dân tộc này. Năm 1956, Nikita Sergeyevich Khrushchyov chỉ trích hành động này của Stalin song không làm gì để đưa những người Tatar này trở lại quê hương và họ bị kẹt lại ở Trung Á cho tới những năm cuối thập niên 1980 khi Mikhail Sergeyevich Gorbachyov thừa nhận sai lầm trong chính sách Perestroika và 260.000 người được quay về Krym, chấm dứt 45 năm lưu đày của dân tộc này. Ngày 14 tháng 9 năm 1989, Hội đồng Tối cao Krym tuyên bố hành động này là hành động tội ác.
Vào năm 2004, những người trở lại đã hình thàng nên 12 phần trăm dân số Krym, nhưng cả nhà chức trách Ukraina và Nga (quốc gia kế tục của Liên Xô) đã dửng dưng trong việc giúp đỡ trả những người Tatar này trở lại. Chiến dịch trục xuất này chính là đỉnh điểm cao trào của vết thương không lành của người Tatar Krym, và dần trở thành biểu tượng về các hành động tội ác mà Liên Xô/Nga gây ra trong suốt lịch sử với các dân tộc thiểu số.

## Cội nguồn

Bán đảo Krym hiện lên trên Biển Đen

Người Tatar Krym đã từng là dân tộc kiêu hùng với một thiết chế của họ là Hãn quốc Krym từ 1441 tới 1783, khi họ còn là một thế lực và 
được  Đế quốc Ottoman chống lưng, vì người Thổ vốn người anh em đồng văn hóa với họ. Họ cũng theo Hồi giáo do Ozbeg Khan cải đạo.
Vốn là một nhánh của Hãn quốc Kim Trướng, đây là một trong những thực thể lâu dài còn sót lại. Họ luôn xung đột với các nhà nước của người Slav, chủ yếu là Đại công quốc Moskva và đã nhiều lần đột kích, bắt cóc cũng như buôn bán làm nô lệ với người Nga, người Ukraina, người Belarus và các dân tộc khác. Thế nhưng, khi bị Đế quốc Nga chiếm sau đó, sự lo sợ tâm lý trả thù cũng như chính sách Nga hóa đã khiến dân tộc này dần bỏ đi và chuyển sang nhà nước Thổ vốn đang ngày một suy yếu. Khoảng 300.000 người đã tới Thổ Nhĩ Kỳ từ 1783 tới 1790.
Cuộc chiến tranh Krym đã khiến nhiều người Tatar phải bỏ nhà ra đi, khi từ năm 1855 tới 1866, tới 500-900.000 người Tatar đã rời khỏi quê hương. Họ chiếm khoảng 15-23% dân số Krym đương thời, và được chính phủ Nga tận dụng triệt để để tăng cường chính sách "Nga hóa" bằng việc đưa người Nga, người Ukraina, người Ba Lan để đồng hóa mạnh hơn. Chính vì thế, tới năm 1897, họ chỉ còn lại khoăng 32,1% dân số và trở thành thiểu số (năm 1783, họ chiếm tới 98%) ngay tại mảnh đất từng là quê nhà của họ. Liên Xô tiếp tục chính sách Nga hóa này.
| Năm  | Tổng số | Phần trăm |
| 1783 | 500,000 | 98%       |
| 1897 | 186,212 | 34.1%     |
| 1939 | 218,879 | 19.4%     |
| 1959 | —       | —         |
| 1979 | 5,422   | 0.3%      |
| 1989 | 38,365  | 1.6%      |
| ---- | ------- | --------- |

Sau cuộc Cách mạng Tháng Mười Nga năm 1917, vùng Krym được trao quyền tự trị nhưng sau đó phải chứng kiến nạn đói vì chính sách tập thể hóa của Liên Xô khiến hơn 100.000 người chết đói. Theo một thống kê, nó chiếm tới 3/4 nạn nhân bấy giờ. Sự hà khắc lên đến đỉnh điểm khi Iosif Stalin tiến hành các chiến dịch thanh trừng dẫn tới cái chết của hơn 5 triệu người Liên Xô bấy giờ từ 1927 tới 1938. Năm 1940, tại Cộng hòa Xã hội chủ nghĩa Krym có khoảng hơn 1 triệu người. Gần 220.000 người bấy giờ là người Tatar.
Đức Quốc xã mở Chiến dịch Barbarossa năm 1941 và chiếm lấy phần lãnh thổ miền Tây Liên Xô đương thời. Có lẽ chính điều này là mấu chốt dẫn đến hành động trục xuất quy mô lớn, với mức độ trừng phạt tàn bạo do nghi ngờ cộng đồng này đã hợp tác với Đức. Luận điểm này cho đến nay vẫn được sử dụng nhiều bởi những nhà dân tộc chủ nghĩa cực đoan Nga cũng như truyền thông Nga, song bị người Tatar Krym kịch liệt bác bỏ. Cùng lúc đó, khoảng 20.000 người Tatar Krym gia nhập Hồng Quân chống phát xít và nhiều người bị cầm tù sau khi quân Romania và Đức cùng nhau chiếm Krym. Ban đầu, phe phát xít muốn diệt tận gốc những người này, nhưng trước sự phản công dữ dội của Liên Xô về sau, Đức buộc phải thay đổi chính sách và tuyển những tù binh Xô viết; đồng thời trao quyền tự trị cho những Hội đồng Hồi giáo mặc dù phần lớn chỉ mang tính biểu tượng.
Những người Tatar khác được điều chuyển tới các lữ đoàn cảnh sát Schutzmannschaft và Selbstschutz để bảo vệ những khu làng của người Tatar Krym khỏi Hồng quân mặc dầu những lực lượng này có khuynh hướng theo bên nào mạnh hơn. Theo ghi chép của Đức và người Tatar Krym, có tới 15-20.000 người trong quân đoàn kiểu này. Các hiwi phần đông liên quan tới các cộng đồng Hồi giáo này được điều chuyển khỏi Liên Xô, Hungary, Romania tới Đức lập nên Lữ đoàn Đông Thổ, và được Liên Xô thừa nhận, cho rằng họ không phản bội Liên Xô quá mức. Song theo đà rút lui của Đức, những tiếng nói đòi trừng phạt người Tatar gia tăng trong khi việc Mustafa Edige Kirimal lập Hội đồng Hồi giáo ở Berlin với hỗ trợ từ người Thổ Nhĩ Kỳ và sự liên hệ với nước Thổ càng làm gia tăng sự nghi ngờ từ Liên Xô.
Thế nhưng không phải tất cả đều liên kết với phát xít Đức. Ahmet Özenbaşlı chống lại phát xít và ngầm cộng tác với Liên Xô. Nhiều người Tatar Krym khác cũng tham gia vào các lữ đoàn như Tarhanov chiến đấu tới năm 1942 và thậm chí có không ít người Tatar Krym cũng tham gia đánh Berlin năm 1945. Tuy vậy, nó không làm tan đi sự nghi ngờ của người Nga, khi bản thân Stalin vừa muốn kiểm soát eo biển Dardanellia, kiểm soát Thổ Nhĩ Kỳ, quốc gia vốn chung nguồn gốc với người Tatar Krym, càng khiến cộng đồng này bị người Nga gán cho lý do bất trung.
Phát xít Đức cũng không mấy tốt đẹp hơn. Khoảng 130.000 người đã chết ở Krym. Phát xít Đức áp đặt chế độ hà khắc, phá hủy tới 70% làng mạc của người Tatar và buộc họ lao động tại các binh đoàn lao công Ostarbeiter của các Gestapo vốn như các trại lao tù, khiến người Tatar Krym gần như căm thù Đức. Đức Quốc xã coi dân tộc này cũng như một số dân tộc Đông Âu khác là hạ đẳng. Năm 1944, Liên Xô đánh đuổi Đức sau Chiến dịch Krym, song với nhiều người Tatar ở đây, họ lại đang trở nên lo sợ việc người Nga đối xử thế nào, do thù hận lịch sử.

## Trục xuất
Do đã có dính líu tới việc cộng tác với phe Trục trong Chiến tranh thế giới thứ II, một loạt các hành động trừng phạt tàn bạo được danh cho 10 nhóm sắc tộc, trong đó có người Tatar Krym. Họ đều bị trục xuất tới Siberia và Trung Á.
Vào ngày 10 tháng 5 năm 1944, Lavrentiy Beria nói với Stalin rằng cần phải đưa nhóm người này đi thật xa khỏi biên giới với lý do "có âm mưu phản loạn", bất chấp có tới hơn 25.000 người Tatar Krym tham chiến cho Liên Xô so với chỉ 15-20.000 người theo Đức. Bản thân có tới 8 người thuộc sắc tộc này được trao danh hiệu Anh hùng dân tộc Liên Xô. Nó cũng gần như chối bỏ luôn thực tế là những phần tử thân phát xít đã theo Đức chạy trốn bởi ép buộc và các sĩ quan Nga cũng thừa nhận rằng không phải tất cả đều phản Liên Xô. Trớ trêu thay, người Tatar Volga, vốn có quan hệ xa với người Tatar Krym, thậm chí còn có nhiều phần tử theo phát xít (35-40.000), họ lại không bị trừng phạt. Các sắc dân khác cũng thuộc về những người bị nghi là có cộng tác với phe Trục cũng bị trục xuất, bất chấp việc người Nga và người Do Thái cho rằng họ bị ép tòng quân. Những người kháng lệnh đều bị giết. 

Uzbekistan, đích đến của chiến dịch trục xuất.

Chính thức thì đã không còn người Tatar Krym nào ở lại bán đảo, ở mọi cấp bậc. Điều này được cho là đã làm tổn thương rất lớn tới tinh thần người Tatar Krym vì những hành động ép buộc và cưỡng bức di cư một cách tàn bạo và tột cùng đáy lòng này. Trong khi đó, tại Uzbekistan, những người Uzbek không thể hiện đồng cảm với người anh em cùng nguồn gốc Thổ tộc này do họ bị cáo buộc là "cộng tác viên của phát xít", và thậm chí người Tatar còn bị ném đá và tấn công. Nhiều hành vi bạo lực chống người Tatar Krym xảy ra ở Uzbekistan bởi người Uzbek "không muốn coi mình là một phần của đám phát xít". 

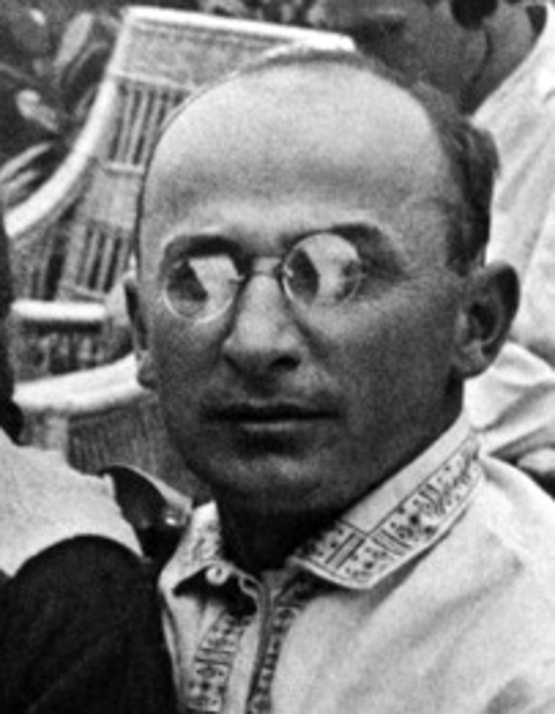
Lavrentiy Beria, trùm lực lượng NKVD

Trong khi đó, truyền thông Xô viết lại cho rằng họ đã "tự nguyện tới Trung Á", và để che giấu sự thật, lãnh đạo Liên Xô đã cấm tất cả mọi thông tin liên quan tới dân tộc này. Những cái tên từng đại diện cho làng mạc, văn hóa Krym Tatar xưa hoàn toàn bị thay đổi sang tên Nga và người Nga, Ukraina, Slav khác,... dần được thế vào trong khi các nghĩa trang Hồi giáo bị phá hủy hoặc bị chuyển đổi cho dân sự. Thậm chí trước năm 1989, việc công khai nguồn gốc Tatar Krym cũng bị cấm và chỉ cho đến năm 1989, nó mới được dỡ bỏ.

## Hậu quả

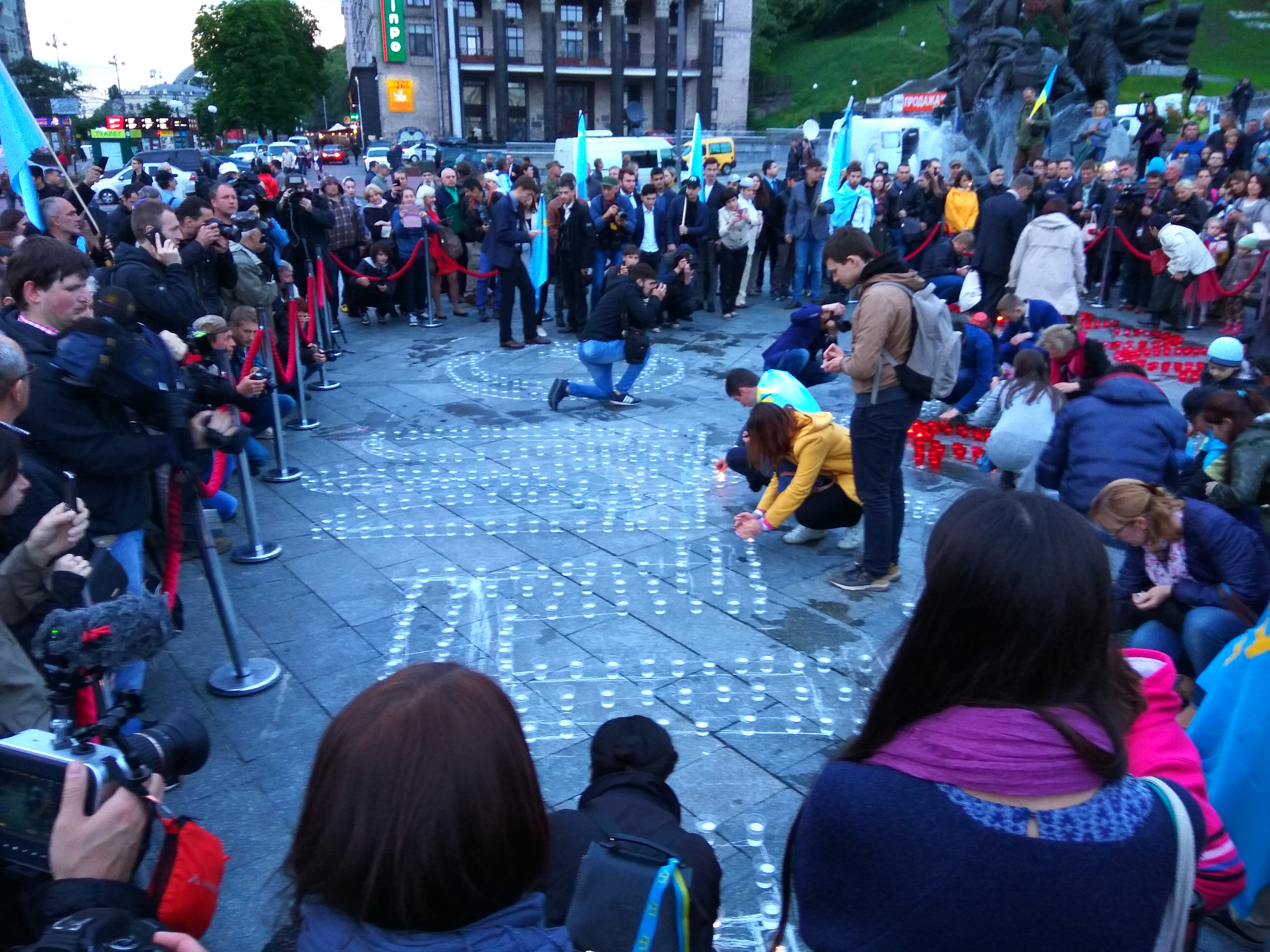
Lễ cầu siêu cho những nạn nhân bị trục xuất khỏi Krym ở Kiev, 2016

Đây được coi như là một trong những thảm kịch lớn nhất trong lịch sử nhân loại và với cộng đồng thiểu số người Tatar Krym. Tính chất tàn bạo, phi nghĩa và đầy tính hận thù dân tộc, dấy lên từ hàng thế kỷ trước bởi tư tưởng xét lại của những người theo chủ nghĩa Đại Nga khiến cho nhiều người coi hành động này của Liên Xô chính là biểu tượng tội ác mà các nhà nước Nga trong lịch sử đã tìm cách để tận diệt triệt để.
Quan điểm này được sử gia Walter Kolarz khẳng định là bằng chứng điển hình của chủ nghĩa bành trướng Nga từ năm 1783. Gregory Dufaud coi các lời cáo buộc của Liên Xô chỉ là sự ngụy biện cho tham vọng đánh chiếm Biển Đen và loại bỏ nguy cơ nổi dậy ở Krym về sau. Giáo sư Brian Glyn Williams coi việc trục xuất người Meskheti gốc Thổ còn chưa tới mức này mà có lẽ do chính sách của Liên Xô nhiều hơn là vấn đề chủng tộc.
Một số người cho rằng hành động trục xuất này dù tàn bạo, song Liên Xô lại không đi theo chính sách bài xích chủng tộc mà có lẽ theo ý đồ chính trị riêng, và được Giáo sư Francine Hirsch chia sẻ, trong khi Alexander Statiev coi đó là do sự tổ chức và kế hoạch yếu kém của Liên Xô nhiều hơn là sắc tộc.
Trong khi đó, các nhóm khác thì coi đó là diệt chủng thực tế và yêu cầu Nga, nước kế thừa Liên Xô, phải bồi thường cho những bị hại. Từ ngày 12 tháng 12 năm 2015, ngày tưởng niệm diệt chủng Krym được tổ chức ở Ukraina. Nó được chia sẻ bởi những người bất đồng chính kiến Liên Xô cũ cũng như đối lập với Putin ngày nay.

## Trong văn hóa

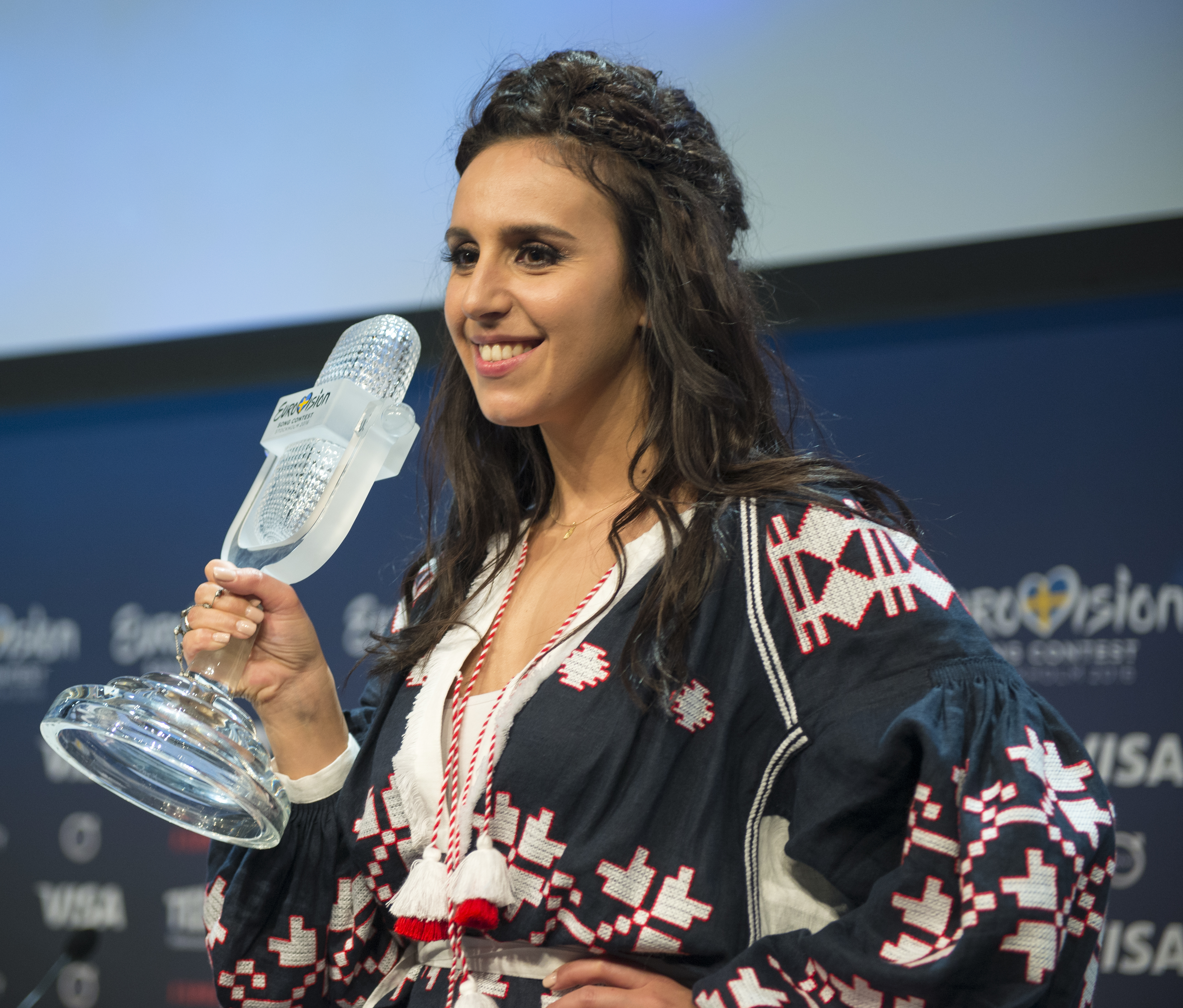
Jamala dành tặng bài hát 1944 cho những người Tatar Krym bị trục xuất

Năm 2013, Ukraina cho ra mắt phim song ngữ tiếng Nga-Tatar Krym Haytarma, kể về những người lính Tatar Krym trong Chiến tranh thế giới thứ hai và cộng đồng người Tatar ở đây đi kèm với số phận bị trục xuất về sau bởi Liên Xô. Câu chuyện kể qua cái nhìn của Amet-khan Sultan, một người hùng Liên Xô gốc Tatar Krym. Năm 2016, trong cuộc thi Eurovision Song Contest, nữ ca sĩ Jamala đã xuất sắc về nhất khi hát bài hát 1944 trước mặt giám khảo. Là người gốc Tatar Krym, cô đã dành tặng bài hát này cho người cụ quá cố Nazylkhan cùng với những người Tatar khác vốn cũng là nạn nhân bị trục xuất tàn nhẫn bởi người Nga.